# راین (ویرجینیا)
راین (به انگلیسی: Ryan) یک منطقهٔ مسکونی در ایالات متحده آمریکا است که در شهرستان لادن، ویرجینیا واقع شده‌است.